# Sabulodes convergens
Sabulodes convergens är en fjärilsart som beskrevs av Max Joseph Bastelberger 1911. Sabulodes convergens ingår i släktet Sabulodes och familjen mätare. Inga underarter finns listade.